# Claude Voilier
Claude Voilier, geboren als Andrée Lebadan (1930 - Arcachon, 22 mei 2009) was een Frans schrijfster en journaliste.
Voilier heeft 24 vervolgboeken geschreven over de Vijf, een oorspronkelijk door Enid Blyton geschreven jeugdboekenserie. Die vervolgboeken werden vanwege de rode omslag ook wel de rode De Vijf boeken genoemd. De eerste zestien delen zijn ook in het Nederlands verschenen.
1. De Vijf en het smaragden halssnoer
2. De Vijf en het spionagemysterie
3. De Vijf en het raadsel van de oude schatkist
4. De Vijf en de kasteeldieven
5. De Vijf op de duivelsrotsen
6. De Vijf en de luchtpiraten
7. De Vijf en de verdwenen filmsterren
8. De Vijf en de verborgen stad
9. De Vijf en het sprekende beeld
10. De Vijf en het zwarte masker
11. De Vijf en de schat op de zeebodem
12. De Vijf en de parelsmokkelaars
13. De Vijf en de geheimzinnige straal
14. De Vijf en de schat van Bellafinny
15. De Vijf en de raadselachtige Turk
16. De Vijf en het vreemde testament

- Biblioteca Nacional de España: XX960861
- Bibliothèque nationale de France: cb11928624v (data)
- Gemeinsame Normdatei: 1246053519
- International Standard Name Identifier: 0000 0001 1654 9442
- Library of Congress Control Number: n84058681
- Nationale bibliotheek van Australië: 35774794
- Nederlandse Thesaurus van Auteursnamen: 068836902
- Système universitaire de documentation: 027189430
- Virtual International Authority File: 61553658
- WorldCat: E39PBJckQmghRVfYJJH9x47fv3